# Afrika-Cup der Frauen 2022/Qualifikation
Die Qualifikation zum Afrika-Cup der Frauen 2022 wurde am 10. Mai 2021 ausgelost.

## Hintergrund und Modus
Die Rekordzahl von 44 Mannschaften wurde zur Qualifikation gemeldet. Die Auswahl Ruanda zog später zurück. Die Qualifikation ist die erste Stufe für die afrikanischen Mannschaften in der Qualifikation für die Fußball-Weltmeisterschaft der Frauen 2023. Die Afrikameisterschaft stellt die zweite Stufe dar. Alle vier Halbfinalisten qualifizieren sich direkt für die WM und zwei für ein interkontinentales Play-off-Turnier.
Die Qualifikation wurde in zwei Runden im K.-o.-System mit Hin- und Rückspiel ausgetragen. Gesetzte Mannschaften gab es diesmal nicht. In der ersten Runde trafen die 44 Nationen in regionalen Duellen aufeinander. Die 22 Sieger ermittelten in der zweiten Runde die 11 Qualifikanten für den Afrika-Cup der Frauen. 
Der Beginn der Qualifikationsspiele wurde Anfang Mai 2021 wegen der anhaltenden COVID-19-Pandemie von Juni auf Oktober 2021 verschoben.

## Qualifikation

### Qualifizierte Mannschaften
- Marokko (Gastgeber)
- Uganda
- Burundi
- Sambia
- Senegal
- Togo
- Tunesien
- Burkina Faso
- Nigeria
- Botswana
- Kamerun
- Südafrika

### Erste Runde
Die regionalen Qualifikationsspiele der ersten Runde fanden zwischen dem 20. und 26. Oktober 2021 statt.
CECAFA
|           | Gesamt          |           | Hinspiel | Rückspiel |
| --------- | --------------- | --------- | -------- | --------- |
| Uganda    | 2:2 (2:1 i. E.) | Äthiopien | 2:0      | 0:2       |
| Kenia     | 15:10           | Südsudan  | 8:0      | 7:1       |
| Eritrea   | 0:6             | Burundi   | 0:5      | 0:1       |
| Dschibuti | 11              | Ruanda    | n/a      | n/a       |

COSAFA
|          | Gesamt |           | Hinspiel | Rückspiel |
| -------- | ------ | --------- | -------- | --------- |
| Malawi   | 3:4    | Sambia    | 1:1      | 2:3       |
| Tansania | 3:5    | Namibia   | 1:2      | 2:3       |
| Simbabwe | 6:1    | Eswatini  | 3:1      | 3:0       |
| Angola   | 1:7    | Botswana  | 1:5      | 0:2       |
| Mosambik | 00:13  | Südafrika | 0:7      | 0:6       |

UNAF
|          | Gesamt |          | Hinspiel | Rückspiel |
| -------- | ------ | -------- | -------- | --------- |
| Algerien | 14:00  | Sudan    | 14:00    | 2 n/a 2   |
| Ägypten  | 2:7    | Tunesien | 2:6      | 0:1       |

UNIFFAC
|                              | Gesamt    |          | Hinspiel | Rückspiel |
| ---------------------------- | --------- | -------- | -------- | --------- |
| Äquatorialguinea             | 33        | DR Kongo | n/a      | n/a       |
| São Tomé und Príncipe        | 0:5       | Togo     | 0:5      | 4 n/a 4   |
| Republik Kongo               | (a)2:2(a) | Gabun    | 2:1      | 0:1       |
| Zentralafrikanische Republik | 0:3       | Kamerun  | 0:1      | 0:2       |

WAFU A
|               | Gesamt |             | Hinspiel | Rückspiel |
| ------------- | ------ | ----------- | -------- | --------- |
| Sierra Leone  | 1:3    | Gambia      | 0:2      | 1:1       |
| Liberia       | 1:8    | Senegal     | 1:2      | 0:6       |
| Mali          | 4:2    | Guinea      | 2:2      | 2:0       |
| Guinea-Bissau | 2:0    | Mauretanien | 1:0      | 1:0       |

WAFU B
|              | Gesamt |                | Hinspiel | Rückspiel |
| ------------ | ------ | -------------- | -------- | --------- |
| Burkina Faso | 5:2    | Benin          | 2:1      | 3:1       |
| Nigeria      | 2:1    | Ghana          | 2:0      | 0:1       |
| Niger        | 00:20  | Elfenbeinküste | 0:9      | 00:11     |

### Zweite Runde
Die Spiele der zweiten Qualifikationsrunde wurden im Februar 2022 ausgetragen.
|               | Gesamt          |                  | Hinspiel | Rückspiel |
| ------------- | --------------- | ---------------- | -------- | --------- |
| Uganda        | 1               | Kenia            | n/a      | n/a       |
| Burundi       | 11:10           | Dschibuti        | 6:1      | 5:0       |
| Sambia        | (a)1:1(a)       | Namibia          | 0:0      | 1:1       |
| Simbabwe      | (a)3:3(a)       | Botswana         | 1:3      | 2:0       |
| Südafrika     | 3:1             | Algerien         | 2:0      | 1:1       |
| Tunesien      | 7:3             | Äquatorialguinea | 5:0      | 2:3       |
| Togo          | 4:2             | Gabun            | 2:1      | 2:1       |
| Kamerun       | 10:10           | Gambia           | 8:0      | 2:1       |
| Senegal       | 1:1 (3:2 i. E.) | Mali             | 1:0      | 0:1       |
| Guinea-Bissau | 0:7             | Burkina Faso     | 0:6      | 0:1       |
| Nigeria       | 3:0             | Elfenbeinküste   | 2:0      | 1:0       |